# John A. McGuire
John Andrew McGuire (* 28. Februar 1906 in Wallingford, Connecticut; † 28. Mai 1976 ebenda) war ein US-amerikanischer Politiker. Zwischen 1949 und 1953 vertrat er den dritten Wahlbezirk des Bundesstaates Connecticut im US-Repräsentantenhaus.

## Werdegang
John McGuire besuchte die öffentlichen Schulen seiner Heimat und danach bis 1928 das Dartmouth College in Hanover (New Hampshire). Zwischen 1928 und 1934 war er Bankangestellter; von 1934 bis 1949 fungierte er als Ratsschreiber (Town Clerk) in Wallingford. Seit 1935 war er auch in der Versicherungsbranche tätig.
Politisch war McGuire Mitglied der Demokratischen Partei. Im Jahr 1946 war er Parteivorsitzender in Connecticut. Zwischen 1936 und 1956 nahm er als Delegierter an den regionalen Parteitagen in seinem Heimatstaat teil. Bei den Kongresswahlen des Jahres 1948 wurde er im dritten Distrikt von Connecticut in das US-Repräsentantenhaus in Washington, D.C. gewählt. Dort trat er am 3. Januar 1949 die Nachfolge von Ellsworth Foote von der Republikanischen Partei an, den er bei der Wahl geschlagen hatte. Nach einer Wiederwahl im Jahr 1950 konnte er bis zum 3. Januar 1953 zwei Legislaturperioden im Kongress absolvieren. Bei den Wahlen des Jahres 1952 unterlag er dem Republikaner Albert W. Cretella.
Nach seiner Zeit im US-Repräsentantenhaus arbeitete John McGuire im Versicherungswesen, auf dem Immobilienmarkt und im Reisegeschäft. In den Jahren 1961 und 1962 war er Abgeordneter im Repräsentantenhaus von Connecticut. Im Jahr 1969 wurde er stellvertretender Polizeichef im New Haven County. Danach war er Leiter des Wohnungsdezernats der Stadt Wallingford. Diesen Posten bekleidete er bis zu seinem Tod am 28. Mai 1976.